# 阿姜查
阿姜查（Achaan Chaa，1918年—1992年），南傳佛教大師，泰國現代最具影響力的佛教僧侶，建立巴蓬寺。
出生於泰國北部寮國人區烏汶Rajathani鎮的農村，9歲出家，受沙彌戒，後還俗幫助父母務農。20歲正式受具足戒成為比丘。1946年通過最高級正規佛學課程考試後，開始托缽行腳。在阿姜曼（Achaan　Mun）門下的短暫時間，豁然開悟，改變了他修行的方法，他依循佛教森林比丘的傳統，進入森林地區獨自修行。
1954年，他受邀返回故鄉的村子，在一處熱病橫行、鬼魅出沒，稱作「巴蓬」的森林附近住了下來。隨著追隨他的弟子越來越多，於是建立了巴蓬寺。
1981年，因為糖尿病，接受手術之後，逐漸失去對四肢的控制力而癱瘓。
1992年1月16日，上午5時20分，過逝於巴蓬寺。